# Britania (Inselgruppe)
Die Inselgruppe Britania (Britania Group of Islands) ist eine Inselgruppe vor der Küste der Insel Mindanao in den Philippinen. Die Gruppe von über 24 Inseln liegt im nördlichen Teil der Lianga Bay, Provinz Surigao del Sur. Die Inseln sind unbewohnt und messen zusammen nur wenige Hektar. Es handelt sich bei den Inseln um Überreste von Korallenriffen, die durch tektonische Kräfte über die Wasseroberfläche gedrückt wurden. Die Inseln sind größtenteils mit Mangroven bewachsen und werden umringt von weißen Korallensandstränden.
Die größte von ihnen ist Boslon Island, sie wurde nach einem Priester benannt der nach dem Zweiten Weltkrieg in San Agustin tätig war.
Die anderen Inseln heißen:
- Panlangagan Cave Island
- Panlangagan Forest Island, beide können bei Ebbe von Boslon zu Fuß erreicht werden
- Bonbon Island
- Hagonoy Island
- Isla Verde Island
- Naked Island, sie ist eine langgestreckte unbewachsene Sandbank
- Panas Island
- Minasingin Island
- Malingin Island
- Litik Island, diese hat die Form eines Champignons
- Kang Jose Island
- Kanlota Island
- Taguan Island
- Panas Island
- San Pablo Island
- Hiyor Hiyoran Island

Die Form und das Aussehen der Inseln erinnern an die Inseln im Hundred Islands National Park, sie sind aber im Gegensatz zu diesen weitestgehend unbekannt. Die Inselgruppe liegt nur wenige hundert Meter vor der Küste des Barangay Britania in der Gemeinde San Agustin in der Philippinensee. Erreicht werden können sie mit den Booten der einheimischen Fischer.

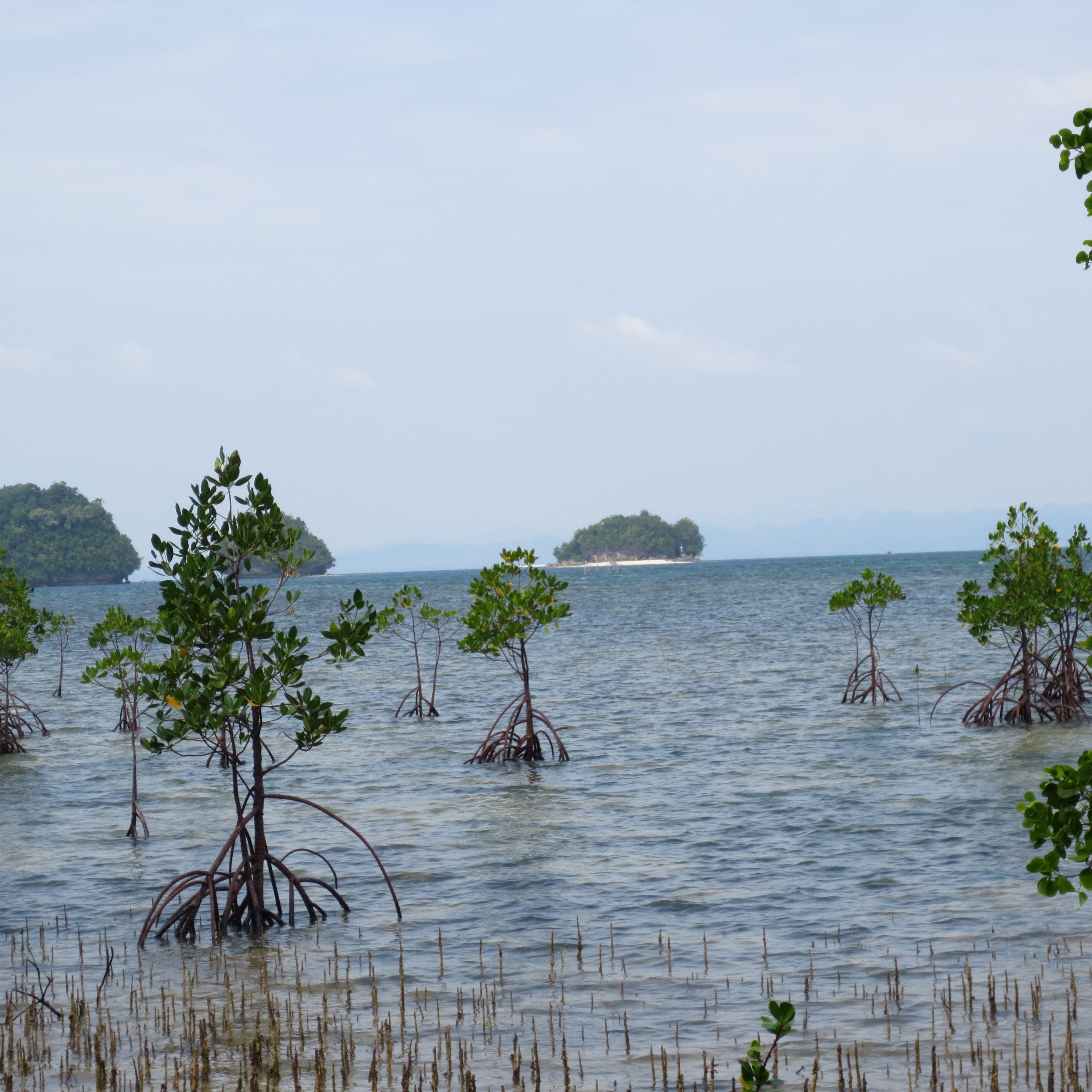
Blick von der Küste auf Boslon Island
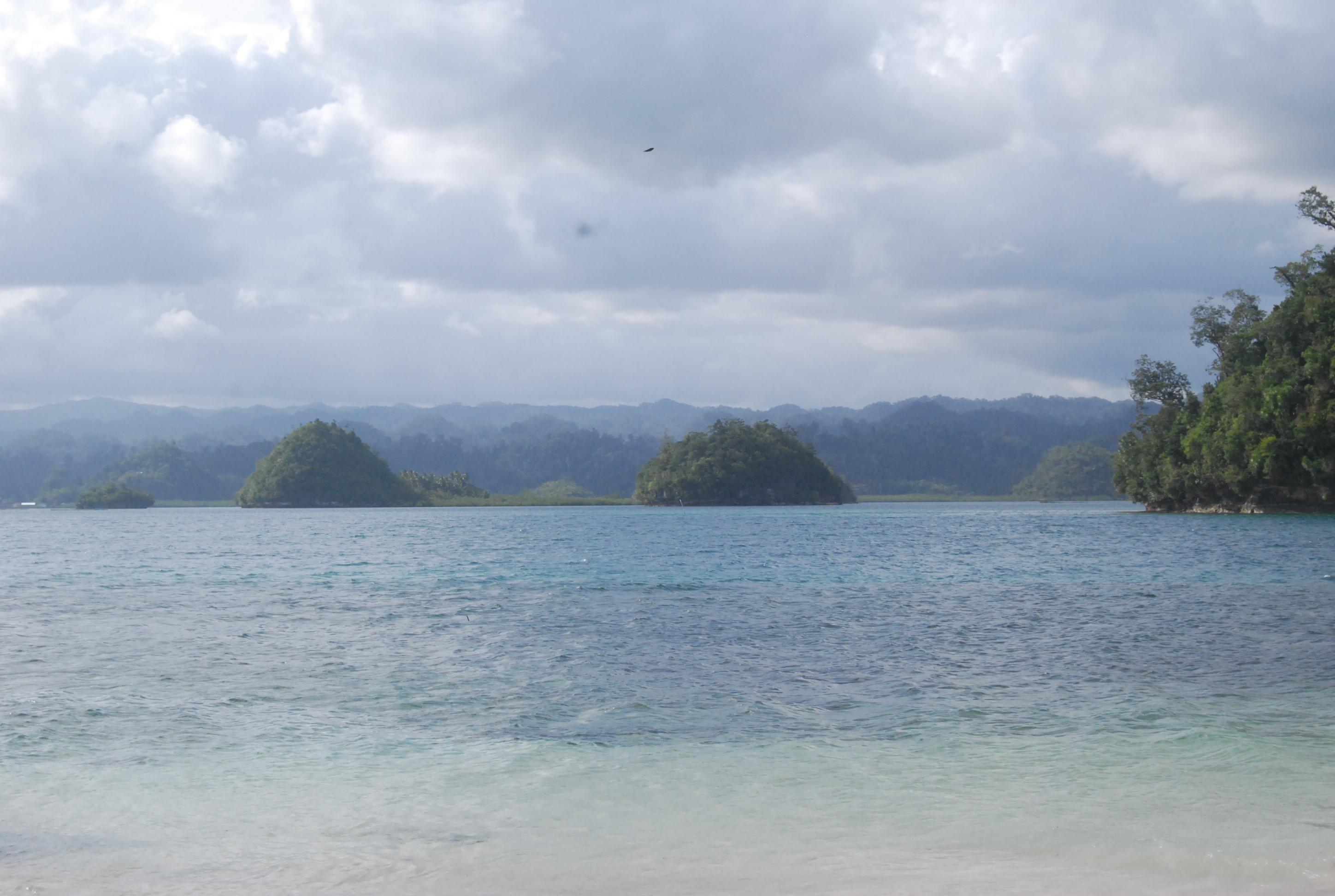
Britania
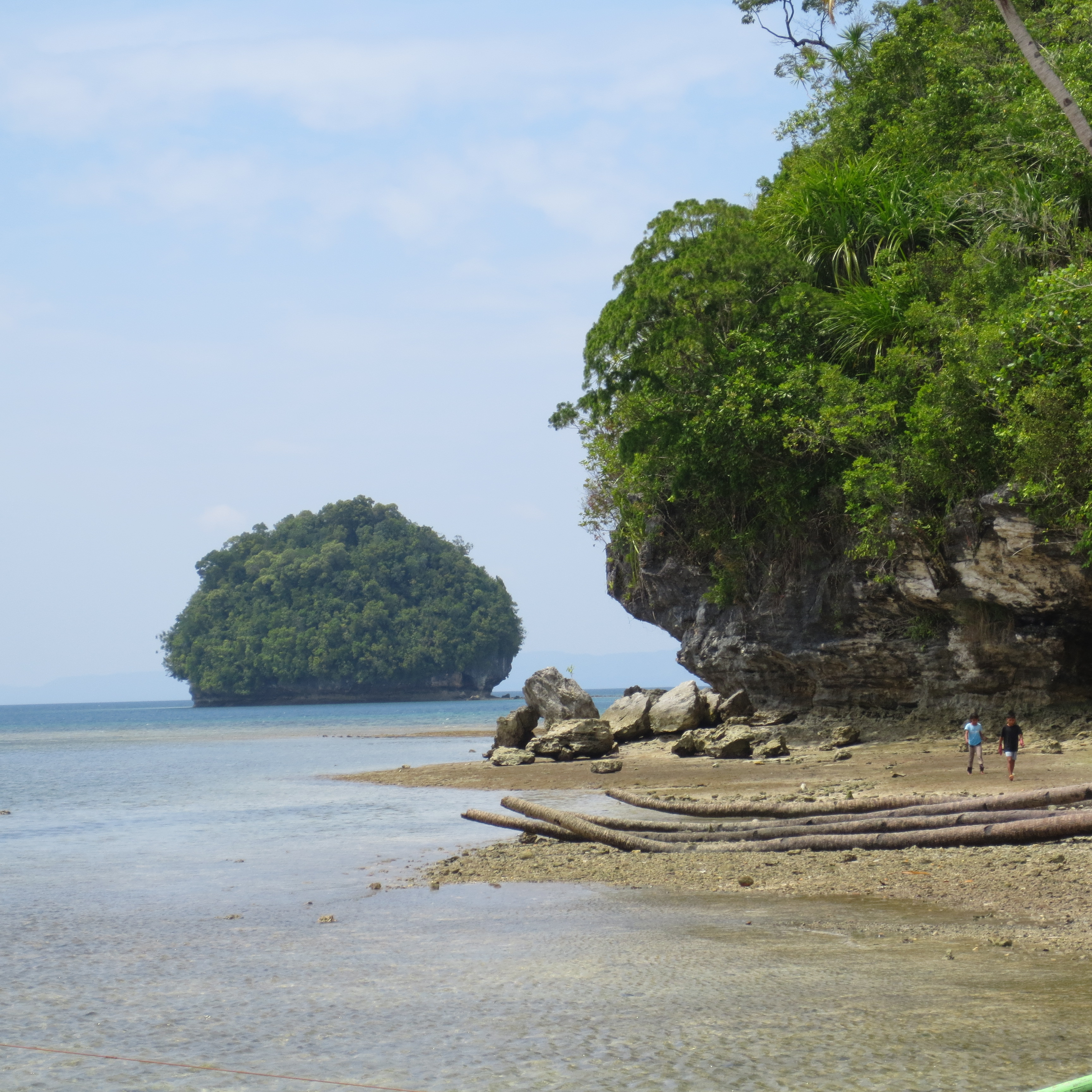
Panlangagan Cave Island
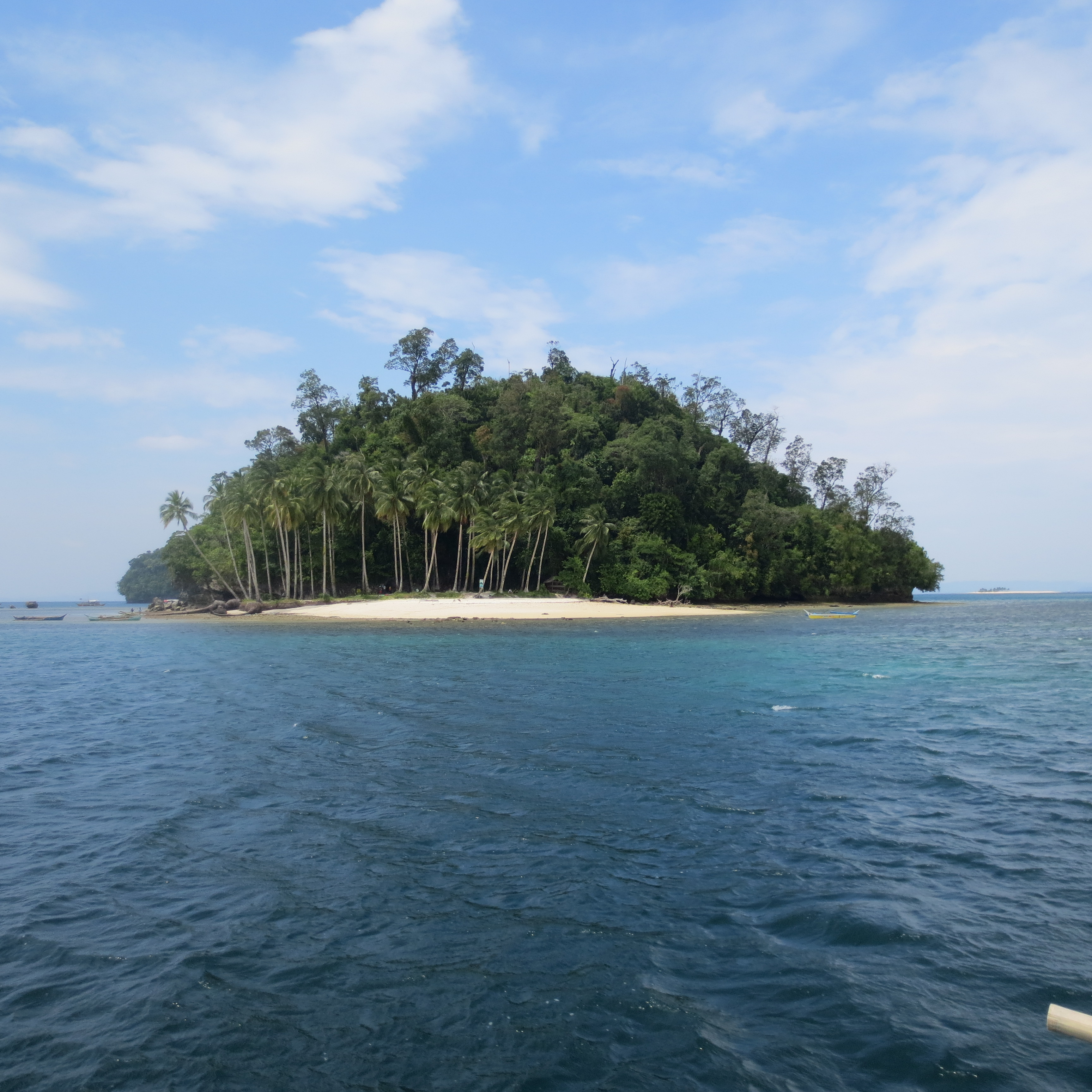
Hiyor Hiyoran Island
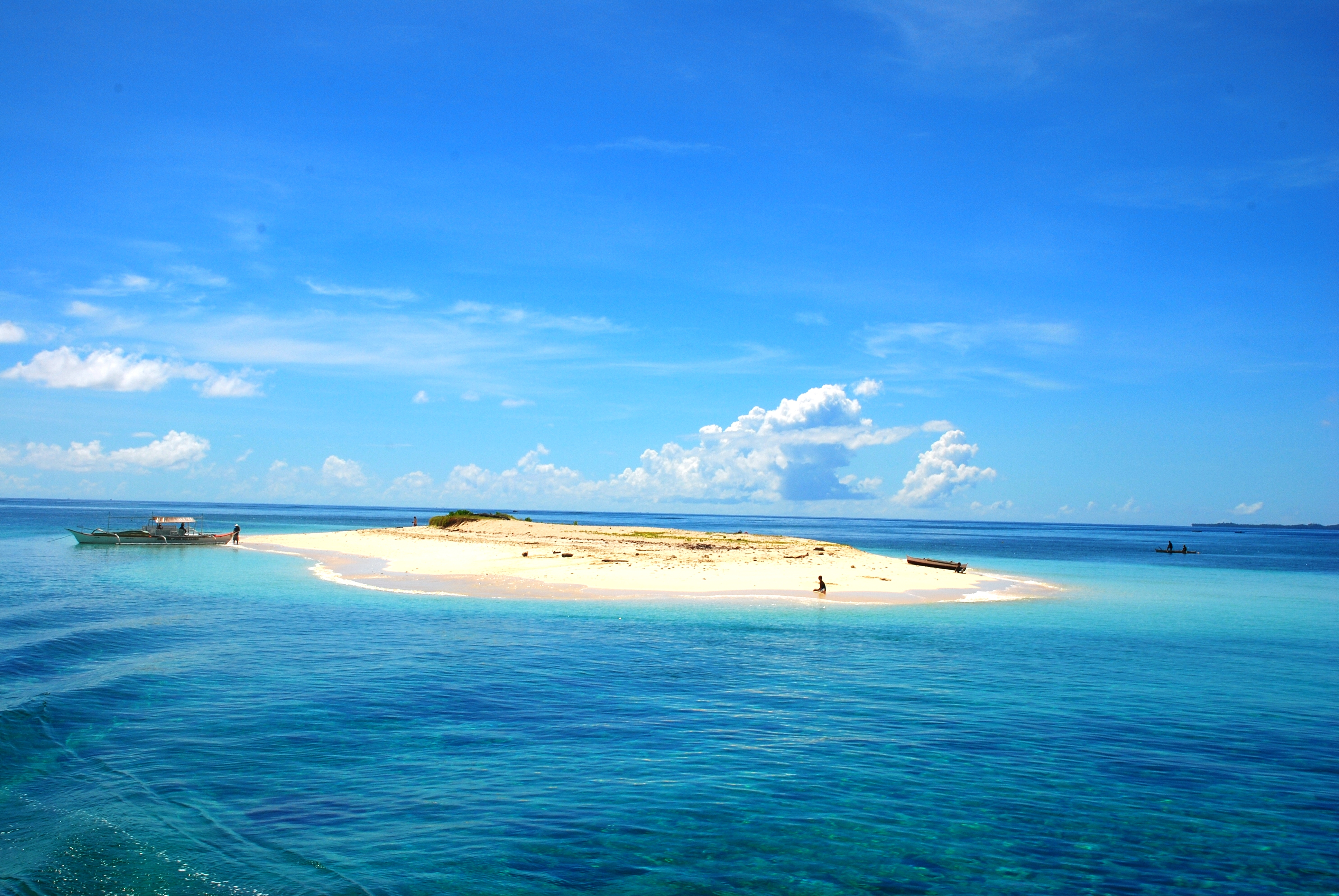
Naked Island